# Championnat du monde junior de hockey sur glace 2019
Navigation
États-Unis 2018 Rép. tchèque 2020
Le Championnat du monde junior de hockey sur glace 2019 est la 43e édition de cette compétition de hockey sur glace junior organisée par la Fédération internationale de hockey sur glace (IIHF). 
Le tournoi de la Division Élite, regroupant les meilleures nations, a lieu à Vancouver et à Victoria au Canada du 26 décembre 2018 au 5 janvier 2019. Les cinq divisions inférieures sont disputées indépendamment du groupe Élite.

## Format de la compétition
Le Championnat du monde junior de hockey sur glace est un ensemble de plusieurs tournois regroupant les nations en fonction de leur niveau. Les meilleures équipes disputent le titre dans la Division Élite.
Les 10 équipes de la Division Élite sont scindées en deux poules de 5 où elles disputent un tour préliminaire. Les 4 meilleures sont qualifiées pour les quarts de finale. Les derniers de chaque poule s'affrontent dans un tour de relégation, au meilleur des 3 matches. Le perdant est relégué en Division IA.
Pour les autres divisions qui comptent 6 équipes (sauf la Division III qui en compte 8), les équipes s’affrontent entre elles et, à l'issue de cette compétition, le premier est promu dans la division supérieure et le dernier est relégué dans la division inférieure.
Lors des phases de poule, les points sont attribués ainsi :
- victoire : 3 points ;
- victoire en prolongation ou aux tirs de fusillade : 2 points ;
- défaite en prolongation ou aux tirs de fusillade : 1 point ;
- défaite : 0 point.

## Division Élite

### Lieu de la compétition
| \| Vancouver Victoria \| Localisations des sites dans la province canadienne de Colombie-Britannique. |
| Vancouver Victoria                                                                                    |

| Rogers Arena Vancouver | Save-on-Foods Memorial Centre Victoria |
|                        |                                        |
| Capacité : 18 910      | Capacité : 7 400                       |

### Officiels
La fédération internationale de hockey sur glace a sélectionné 12 arbitres et 10 juges de lignes pour cette compétition.
| - Andris Ansons - Jonathan Alarie - Jeff Ingram - Lassi Heikkinen - Yevgeni Romasko - Maxim Sidorenko | - Mikael Sjoqvist - Daniel Prazak - Tobias Bjork - Kenneth Anderson - Andrew Bruggeman - Peter Stano |

| - Balazs Kovacs - Lauri Nikulainen - Brian Oliver - Dimitri Golyak - Michael Harrington | - Maxime Chaput - Daniel Hynek - Peter Šefčík - Dimitri Shishlo - Emil Yletyinen |

### Tour préliminaire

#### Aperçu des résultats
| Pays     |      |      |      |     |      |
| -------- | ---- | ---- | ---- | --- | ---- |
| Canada H |      | 14-0 | 5-1  | 1-2 | 3-2  |
| Danemark | 0-14 |      | 0-4  | 0-4 | 0-4  |
| Tchéquie | 1-5  | 4-0  |      | 1-2 | 2-1P |
| Russie   | 2-1  | 4-0  | 2-1  |     | 7-4  |
| Suisse   | 2-3  | 4-0  | 1-2P | 4-7 |      |

| Pays          |      |     |      |      |      |
| ------------- | ---- | --- | ---- | ---- | ---- |
| États-Unis    |      | 4-1 | 8-2  | 2-1  | 4-5P |
| Finlande      | 1-4  |     | 5-0  | 5-1  | 1-2  |
| Kazakhstan Pr | 2-8  | 0-5 |      | 2-11 | 1-4  |
| Slovaquie     | 1-2  | 1-5 | 11-2 |      | 2-5  |
| Suède         | 5-4P | 2-1 | 4-1  | 5-2  |      |

Pr : Promu de la Division IA   -   H : pays hôte   -   P : Prolongation   -   F : Tirs de fusillade

#### Groupe A

##### Matches
| 26 décembre | Tchéquie | 2-1 (pr) (0-0, 1-1, 0-0, 1-0) | Suisse | Rogers Arena, Vancouver 9 266 spectateurs |

| Feuille de match | Feuille de match                                                          | Feuille de match | Feuille de match                                         | Feuille de match                                                                                 |
| ---------------- | ------------------------------------------------------------------------- | ---------------- | -------------------------------------------------------- | ------------------------------------------------------------------------------------------------ |
|                  | - Kaut (Nečas, Galvas) — 29 min 2 s Kvasnička (Kaut, Lauko) — 60 min 52 s | 0-1 1-1 2-1      | Eggenberger (Leuenberger, Kurashev) — 27 min 45 s (SN) - | Arbitrage : Kenneth Anderson et Andrew Bruggeman Juges de lignes : Dmitri Golyak et Peter Šefčík |
| Dostál           | Gardiens                                                                  | Hollenstein      |                                                          | Arbitrage : Kenneth Anderson et Andrew Bruggeman Juges de lignes : Dmitri Golyak et Peter Šefčík |
| 16 min           | Pénalités                                                                 | 18 min           |                                                          | Arbitrage : Kenneth Anderson et Andrew Bruggeman Juges de lignes : Dmitri Golyak et Peter Šefčík |
| 27               | Tirs                                                                      | 27               |                                                          | Arbitrage : Kenneth Anderson et Andrew Bruggeman Juges de lignes : Dmitri Golyak et Peter Šefčík |

| 26 décembre | Canada | 14-0 (3-0, 5-0, 6-0) | Danemark | Rogers Arena, Vancouver 16 417 spectateurs |

| Feuille de match | Feuille de match | Feuille de match                                             | Feuille de match | Feuille de match                                                                               |
| ---------------- | --- | ------------------------------------------------------------ | ---------------- | ---------------------------------------------------------------------------------------------- |
|                  | Frost (Leason, Hayton) — 4 min 52 s Tippett (Frost, Glass) — 8 min 32 s Frost (Phillips, Bouchard — 19 min 17 s Comtois (Glass, Mitchell — 20 min 45 s Frost (Suzuki, DiPietro — 21 min 50 s Studnicka (Glass, Bouchard — 27 min 46 s (SN) Tippett (Bouchard — 33 min 42 s Anderson-Dolan — 39 min 8 s Comtois (Smith, Mitchel) — 42 min 52 s (JS) Comtois (Glass, Phillips) — 47 min 1 s Leason (Veleno, Bowers) — 49 min 2 s Leason (Frost, Brook) — 52 min 47 s Comtois (Leason, Hayton) — 53 min 27 s Entwistle (Studnicka, McIssac) — 56 min 47 s | 1-0 2-0 3-0 4-0 5-0 6-0 7-0 8-0 9-0 10-0 11-0 12-0 13-0 14-0 | -                | Arbitrage : Tobias Björk et Maxim Sidorenko Juges de lignes : Lauri Nikulainen et Brian Oliver |
| DiPietro         | Gardiens | Søgaard (52 min 33 s) Rørth (7 min 27 s)                     |                  | Arbitrage : Tobias Björk et Maxim Sidorenko Juges de lignes : Lauri Nikulainen et Brian Oliver |
| 6 min            | Pénalités | 8 min                                                        |                  | Arbitrage : Tobias Björk et Maxim Sidorenko Juges de lignes : Lauri Nikulainen et Brian Oliver |
| 45               | Tirs | 14                                                           |                  | Arbitrage : Tobias Björk et Maxim Sidorenko Juges de lignes : Lauri Nikulainen et Brian Oliver |

| 27 décembre | Russie | 4-0 (1-0, 1-0, 2-0) | Danemark | Rogers Arena, Vancouver 9 939 spectateurs |

| Feuille de match | Feuille de match | Feuille de match | Feuille de match | Feuille de match                                                                              |
| ---------------- | --- | ---------------- | ---------------- | --------------------------------------------------------------------------------------------- |
|                  | Kravtsov (Denissenko, Kostine) — 6 min 28 s (SN) Romanov (Kostine, Kravtsov) — 37 min 49 s Chen (Romanov, Alekseïev) — 53 min 54 s Iv. Morozov (Slepets, Romanov) — 58 min 34 s (CV) | 1-0 2-0 3-0 4-0  | -                | Arbitrage : Ken Anderson et Lassi Hekkinen Juges de lignes : Lauri Nikulainen et Peter Šefčík |
| Tarassov         | Gardiens | Rørth            |                  | Arbitrage : Ken Anderson et Lassi Hekkinen Juges de lignes : Lauri Nikulainen et Peter Šefčík |
| 26 min           | Pénalités | 8 min            |                  | Arbitrage : Ken Anderson et Lassi Hekkinen Juges de lignes : Lauri Nikulainen et Peter Šefčík |
| 18               | Tirs | 20               |                  | Arbitrage : Ken Anderson et Lassi Hekkinen Juges de lignes : Lauri Nikulainen et Peter Šefčík |

| 27 décembre | Suisse | 2-3 (0-1, 1-2, 1-0) | Canada | Rogers Arena, Vancouver 17 102 spectateurs |

| Feuille de match | Feuille de match                                                                                             | Feuille de match    | Feuille de match                                                                                 | Feuille de match                                                                              |
| ---------------- | --- | ------------------- | ------------------------------------------------------------------------------------------------ | --------------------------------------------------------------------------------------------- |
|                  | - Kurashev (Müller, Eggenberger) — 20 min 46 s (SN) - Kurashev (Müller, Eggenberger) — 58 min 11 s (SN + JS) | 0-1 1-1 1-2 1-3 2-3 | Glass (Suzuki, Comtois) — 36 s - Entwistle (Bowers) — 25 min 55 s Dobson (Hayton) — 32 min 8 s - | Arbitrage : Andrew Bruggeman et Peter Stano Juges de lignes : Dmitri Golyak et Emil Yletyinen |
| Schmid           | Gardiens | Scott               |                                                                                                  | Arbitrage : Andrew Bruggeman et Peter Stano Juges de lignes : Dmitri Golyak et Emil Yletyinen |
| 12 min           | Pénalités | 12 min              |                                                                                                  | Arbitrage : Andrew Bruggeman et Peter Stano Juges de lignes : Dmitri Golyak et Emil Yletyinen |
| 17               | Tirs | 32                  |                                                                                                  | Arbitrage : Andrew Bruggeman et Peter Stano Juges de lignes : Dmitri Golyak et Emil Yletyinen |

| 28 décembre | Tchéquie | 1-2 (0-1, 1-1, 0-0) | Russie | Rogers Arena, Vancouver 14 523 spectateurs |

| Feuille de match | Feuille de match                                  | Feuille de match | Feuille de match                                                                    | Feuille de match                                                                         |
| ---------------- | ------------------------------------------------- | ---------------- | ----------------------------------------------------------------------------------- | ---------------------------------------------------------------------------------------- |
|                  | - Kondelík (Kvasnička, Plášek) — 35 min 50 s (SN) | 0-1 0-2 1-2      | Galimov (Slepets) — 17 min 5 s (IN) Kovalenko (Chen, Alekseïev) — 35 min 3 s (IN) - | Arbitrage : Tobias Björk et Peter Stano Juges de lignes : Brian Oliver et Emil Yletyinen |
| Dostál           | Gardiens                                          | Kotchetkov       |                                                                                     | Arbitrage : Tobias Björk et Peter Stano Juges de lignes : Brian Oliver et Emil Yletyinen |
| 14 min           | Pénalités                                         | 10 min           |                                                                                     | Arbitrage : Tobias Björk et Peter Stano Juges de lignes : Brian Oliver et Emil Yletyinen |
| 25               | Tirs                                              | 28               |                                                                                     | Arbitrage : Tobias Björk et Peter Stano Juges de lignes : Brian Oliver et Emil Yletyinen |

| 29 décembre | Danemark | 0-4 (0-2, 0-1, 0-1) | Suisse | Rogers Arena, Vancouver 10 279 spectateurs |

| Feuille de match | Feuille de match | Feuille de match | Feuille de match | Feuille de match                                                                           |
| ---------------- | ---------------- | ---------------- | --- | ------------------------------------------------------------------------------------------ |
|                  | -                | 0-1 0-2 0-3 0-4  | Kurashev (Müller, Berni) — 8 min 51 s (SN) Kurashev (Eggenberger, Moser) — 19 min 8 s Le Coultre (Sigrist, Müller) — 33 min 29 s Kurashev (Gross, Berni) — 41 min 38 s | Arbitrage : Tobias Björk et Maxim Sidorenko Juges de lignes : Brian Oliver et Peter Šefčík |
| Søgaard          | Gardiens         | Hollenstein      | | Arbitrage : Tobias Björk et Maxim Sidorenko Juges de lignes : Brian Oliver et Peter Šefčík |
| 4 min            | Pénalités        | 8 min            | | Arbitrage : Tobias Björk et Maxim Sidorenko Juges de lignes : Brian Oliver et Peter Šefčík |
| 21               | Tirs             | 26               | | Arbitrage : Tobias Björk et Maxim Sidorenko Juges de lignes : Brian Oliver et Peter Šefčík |

| 29 décembre | Canada | 5-1 (3-1, 1-0, 1-0) | Tchéquie | Rogers Arena, Vancouver 17 012 spectateurs |

| Feuille de match | Feuille de match | Feuille de match                | Feuille de match                 | Feuille de match                                                                                   |
| ---------------- | --- | ------------------------------- | -------------------------------- | -------------------------------------------------------------------------------------------------- |
|                  | Comtois (Tippett, Phillips) — 6 min 3 s - Leason (Smith, Frost) — 11 min 32 s (SN) Lafrenière (Studnicka, Brook) — 16 min 39 s Entwistle (Veleno, Studnicka) — 34 min 41 s Frost (Suzuki, Smith) — 49 min 1 s (SN) | 1-0 1-1 2-1 3-1 4-1 5-1         | - Machala (Jeník) — 6 min 40 s - | Arbitrage : Kenneth Anderson et Lassi Hekkinen Juges de lignes : Dmitri Golyak et Lauri Nikulainen |
| DiPietro         | Gardiens | Patera (40 min) Škarek (20 min) |                                  | Arbitrage : Kenneth Anderson et Lassi Hekkinen Juges de lignes : Dmitri Golyak et Lauri Nikulainen |
| 6 min            | Pénalités | 30 min                          |                                  | Arbitrage : Kenneth Anderson et Lassi Hekkinen Juges de lignes : Dmitri Golyak et Lauri Nikulainen |
| 30               | Tirs | 24                              |                                  | Arbitrage : Kenneth Anderson et Lassi Hekkinen Juges de lignes : Dmitri Golyak et Lauri Nikulainen |

| 30 décembre | Suisse | 4-7 (2-1, 1-2, 1-4) | Russie | Rogers Arena, Vancouver 13 724 spectateurs |

| Feuille de match | Feuille de match | Feuille de match                            | Feuille de match | Feuille de match                                                                                |
| ---------------- | --- | ------------------------------------------- | --- | ----------------------------------------------------------------------------------------------- |
|                  | Lehmann (Tanner, Leuenberger) — 49 s Nussbaumer (Bruschweiler, Moser) — 9 min 6 s - Lehmann (Leuenberger) — 25 min 46 s - Bruschwiler (Nussbaumer, Abeischer) — 47 min 13 s - | 1-0 2-0 2-1 3-1 3-2 3-3 3-4 3-5 4-5 4-6 4-7 | - Martchenko (Podkolzine, Alekseïev) — 14 min 27 s - Samoroukov — 26 min 7 s Denissenko (Kravtsov, Samoroukov) — 31 min 58 s (SN) Slepets — 42 min 4 s (IN) Alekseïev (Romanov, Chachkov) — 46 min 36 s (SN) - Chen (Chachkov, Olchanksi) — 51 min 42 s Kravtsov (Denissenko, Kostine) — 52 min 50 s | Arbitrage : Lassi Heikkinen et Maxim Sidorenko Juges de lignes : Peter Šefčík et Emil Yletyinen |
| Schmid           | Gardiens | Tarassov                                    | | Arbitrage : Lassi Heikkinen et Maxim Sidorenko Juges de lignes : Peter Šefčík et Emil Yletyinen |
| 6 min            | Pénalités | 29 min                                      | | Arbitrage : Lassi Heikkinen et Maxim Sidorenko Juges de lignes : Peter Šefčík et Emil Yletyinen |
| 31               | Tirs | 41                                          | | Arbitrage : Lassi Heikkinen et Maxim Sidorenko Juges de lignes : Peter Šefčík et Emil Yletyinen |

| 31 décembre | Danemark | 0-4 (0-2, 0-1, 0-1) | Tchéquie | Rogers Arena, Vancouver 10 204 spectateurs |

| Feuille de match | Feuille de match | Feuille de match | Feuille de match | Feuille de match                                                                       |
| ---------------- | ---------------- | ---------------- | --- | -------------------------------------------------------------------------------------- |
|                  | -                | 0-1 0-2 0-3 0-4  | Lauko (Hrabik) — 8 min 10 s Nečas (Zadina, Kvasnička) — 11 min 59 s (SN) Kaut (Kondelík, Nečas) — 28 min 3 s (SN) Král (Bukač, Kern) — 57 min 46 s (IN + CV) | Arbitrage : Peter Stano et Jeff Ingram Juges de lignes : Brian Oliver et Maxime Chaput |
| Søgaard          | Gardiens         | Dostál           | | Arbitrage : Peter Stano et Jeff Ingram Juges de lignes : Brian Oliver et Maxime Chaput |
| 10 min           | Pénalités        | 14 min           | | Arbitrage : Peter Stano et Jeff Ingram Juges de lignes : Brian Oliver et Maxime Chaput |
| 20               | Tirs             | 34               | | Arbitrage : Peter Stano et Jeff Ingram Juges de lignes : Brian Oliver et Maxime Chaput |

| 31 décembre | Russie | 2-1 (1-1, 0-0, 1-0) | Canada | Rogers Arena, Vancouver 17 556 spectateurs |

| Feuille de match | Feuille de match                                                             | Feuille de match | Feuille de match               | Feuille de match                                                                                  |
| ---------------- | ---------------------------------------------------------------------------- | ---------------- | ------------------------------ | ------------------------------------------------------------------------------------------------- |
|                  | - Denisenko (Kravtsov, Samoroukov) — 5 min 21 s (SN) Chen (Romanov) — 51 min | 0-1 1-1 2-1      | Glass (Tippett) — 2 min 20 s - | Arbitrage : Andrew Bruggeman et Mikael Sjöqvist Juges de lignes : Balazs Kovacs et Emil Yletyinen |
| Kotchetkov       | Gardiens                                                                     | DiPietro         |                                | Arbitrage : Andrew Bruggeman et Mikael Sjöqvist Juges de lignes : Balazs Kovacs et Emil Yletyinen |
| 10 min           | Pénalités                                                                    | 18 min           |                                | Arbitrage : Andrew Bruggeman et Mikael Sjöqvist Juges de lignes : Balazs Kovacs et Emil Yletyinen |
| 31               | Tirs                                                                         | 31               |                                | Arbitrage : Andrew Bruggeman et Mikael Sjöqvist Juges de lignes : Balazs Kovacs et Emil Yletyinen |

##### Classement
| Clt   | Équipe   | PJ | V | VP | D | DP | BP | BC | Diff | Pts |
| ----- | -------- | -- | - | -- | - | -- | -- | -- | ---- | --- |
| +001, | Russie   | 4  | 4 | 0  | 0 | 0  | 15 | 6  | +9   | 12  |
| +002, | Canada   | 4  | 3 | 0  | 1 | 0  | 23 | 5  | +18  | 9   |
| +003, | Tchéquie | 4  | 1 | 1  | 2 | 0  | 8  | 8  | 0    | 5   |
| +004, | Suisse   | 4  | 1 | 0  | 2 | 1  | 11 | 12 | -1   | 4   |
| +005, | Danemark | 4  | 0 | 0  | 4 | 0  | 0  | 26 | -26  | 0   |

- Qualifié pour les quarts de finale
- Joue le tour de relégation

#### Groupe B

##### Matches
| 26 décembre | États-Unis | 2-1 (0-0, 0-1, 2-0) | Slovaquie | Save-on-Foods Memorial Centre, Victoria 6 208 spectateurs |

| Feuille de match | Feuille de match                                                                 | Feuille de match | Feuille de match                 | Feuille de match                                                                             |
| ---------------- | -------------------------------------------------------------------------------- | ---------------- | -------------------------------- | -------------------------------------------------------------------------------------------- |
|                  | - Anderson (J. Hughes) — 41 min 10 s (SN) Baratt (Madden, Samberg) — 45 min 42 s | 0-1 1-1 2-1      | Korenčik (Liška) — 37 min 17 s - | Arbitrage : Jeff Ingram et Mikael Sjöqvist Juges de lignes : Maxime Chaput et Dmitri Shishlo |
| Keyser           | Gardiens                                                                         | Hlavaj           |                                  | Arbitrage : Jeff Ingram et Mikael Sjöqvist Juges de lignes : Maxime Chaput et Dmitri Shishlo |
| 4 min            | Pénalités                                                                        | 6 min            |                                  | Arbitrage : Jeff Ingram et Mikael Sjöqvist Juges de lignes : Maxime Chaput et Dmitri Shishlo |
| 34               | Tirs                                                                             | 14               |                                  | Arbitrage : Jeff Ingram et Mikael Sjöqvist Juges de lignes : Maxime Chaput et Dmitri Shishlo |

| 26 décembre | Finlande | 1-2 (0-1, 0-1, 1-0) | Suède | Save-on-Foods Memorial Centre, Victoria 6 319 spectateurs |

| Feuille de match | Feuille de match                              | Feuille de match | Feuille de match                                                                                         | Feuille de match                                                                                     |
| ---------------- | --------------------------------------------- | ---------------- | --- | --- |
|                  | - Talvitie (Kakko, Ylönen) — 56 min 26 s (SN) | 0-1 0-2 1-2      | Brännström (Lundeström, Boqvist) — 13 min 14 s (SN) Brännström (Bemström, Boqvist — 23 min 55 s (2 SN) - | Arbitrage : Jonathan Alarie et Yevgeni Romasko Juges de lignes : Michael Harrington et Balazs Kovacs |
| Luukkonen        | Gardiens                                      | Ersson           | | Arbitrage : Jonathan Alarie et Yevgeni Romasko Juges de lignes : Michael Harrington et Balazs Kovacs |
| 14 min           | Pénalités                                     | 6 min            | | Arbitrage : Jonathan Alarie et Yevgeni Romasko Juges de lignes : Michael Harrington et Balazs Kovacs |
| 30               | Tirs                                          | 30               | | Arbitrage : Jonathan Alarie et Yevgeni Romasko Juges de lignes : Michael Harrington et Balazs Kovacs |

| 27 décembre | Slovaquie | 2-5 (1-2, 0-1, 1-2) | Suède | Save-on-Foods Memorial Centre, Victoria 5 896 spectateurs |

| Feuille de match | Feuille de match                                                           | Feuille de match            | Feuille de match | Feuille de match                                                                              |
| ---------------- | -------------------------------------------------------------------------- | --------------------------- | --- | --------------------------------------------------------------------------------------------- |
|                  | - Liška (Hrehorčák, Fehérváry) — 13 min 43 s (SN) - Fafrák — 48 min 57 s - | 0-1 1-1 1-2 1-3 1-4 2-4 2-5 | Elvenes — 11 min 42 s - Bemström (Hugg, Lundkvist) — 16 min 12 s Bemström (Elvenes, Sandin) — 26 min 40 s (SN) Brännström (Lundeström, Boqvist) — 45 min 9 s (SN) - Lundeström — 52 min 37 s | Arbitrage : Jeff Ingram et Daniel Pražák Juges de lignes : Michael Harrington et Daniel Hynek |
| Sklenár          | Gardiens                                                                   | Ersson                      | | Arbitrage : Jeff Ingram et Daniel Pražák Juges de lignes : Michael Harrington et Daniel Hynek |
| 8 min            | Pénalités                                                                  | 12 min                      | | Arbitrage : Jeff Ingram et Daniel Pražák Juges de lignes : Michael Harrington et Daniel Hynek |
| 22               | Tirs                                                                       | 26                          | | Arbitrage : Jeff Ingram et Daniel Pražák Juges de lignes : Michael Harrington et Daniel Hynek |

| 27 décembre | Finlande | 5-0 (2-0, 1-0, 2-0) | Kazakhstan | Save-on-Foods Memorial Centre, Victoria 5 863 spectateurs |

| Feuille de match | Feuille de match | Feuille de match    | Feuille de match | Feuille de match                                                                              |
| ---------------- | --- | ------------------- | ---------------- | --------------------------------------------------------------------------------------------- |
|                  | Latvala (Virtanen, Ylönen) — 12 min 52 s Talvitie — 15 min 8 s Vainionpää (Puustinen) — 32 min 49 s Kakko (Lundell, Ylönen) — 47 min 17 s Heponiemi (Kupari, Jokiharju) — 49 min 13 s | 1-0 2-0 3-0 4-0 5-0 | -                | Arbitrage : Andris Ansons et Mikael Sjöqvist Juges de lignes : Maxime Chaput et Balazs Kovacs |
| Lindberg         | Gardiens | Ieremeïev           |                  | Arbitrage : Andris Ansons et Mikael Sjöqvist Juges de lignes : Maxime Chaput et Balazs Kovacs |
| 2 min            | Pénalités | 10 min              |                  | Arbitrage : Andris Ansons et Mikael Sjöqvist Juges de lignes : Maxime Chaput et Balazs Kovacs |
| 56               | Tirs | 18                  |                  | Arbitrage : Andris Ansons et Mikael Sjöqvist Juges de lignes : Maxime Chaput et Balazs Kovacs |

| 28 décembre | Kazakhstan | 2-8 (1-4, 0-3, 1-1) | États-Unis | Save-on-Foods Memorial Centre, Victoria 6 185 spectateurs |

| Feuille de match                            | Feuille de match                                                                 | Feuille de match                        | Feuille de match | Feuille de match                                                                              |
| ------------------------------------------- | -------------------------------------------------------------------------------- | --------------------------------------- | --- | --------------------------------------------------------------------------------------------- |
|                                             | - Bouialski (Orekhov) — 1 min 55 s - Mitenkov (Orekhov, Gatiiatov) — 49 min 56 s | 0-1 1-1 1-2 1-3 1-4 1-5 1-6 1-7 1-8 2-8 | Wahlstrom (Poehling) — 1 min 37 s - Farabee (Robertson, Q. Hugues) — 5 min 13 s (SN) Farabee (Robertson, Norris) — 8 min 53 s Farabee (Robertson) — 12 min 5 s Chmelevski (Poehling, Anderson) — 25 min 45 s (SN) Poehling — 30 min 50 s Madden (Miller) — 32 min 11 s Norris (Robertson) — 40 min 23 s - | Arbitrage : Jonathan Alarie et Daniel Pražák Juges de lignes : Daniel Hynek et Dmitri Shishlo |
| Nourek (35 min 59 s) Ieremeïev (24 min 1 s) | Gardiens                                                                         | Primeau                                 | | Arbitrage : Jonathan Alarie et Daniel Pražák Juges de lignes : Daniel Hynek et Dmitri Shishlo |
| 14 min                                      | Pénalités                                                                        | 10 min                                  | | Arbitrage : Jonathan Alarie et Daniel Pražák Juges de lignes : Daniel Hynek et Dmitri Shishlo |
| 13                                          | Tirs                                                                             | 66                                      | | Arbitrage : Jonathan Alarie et Daniel Pražák Juges de lignes : Daniel Hynek et Dmitri Shishlo |

| 29 décembre | Slovaquie | 1-5 (0-2, 1-2, 0-1) | Finlande | Save-on-Foods Memorial Centre, Victoria 6 045 spectateurs |

| Feuille de match | Feuille de match                                 | Feuille de match        | Feuille de match | Feuille de match                                                                                  |
| ---------------- | ------------------------------------------------ | ----------------------- | --- | ------------------------------------------------------------------------------------------------- |
|                  | - Roman (Fehérváry, Ivan) — 36 min 24 s (2 SN) - | 0-1 0-2 0-3 0-4 1-4 1-5 | Jokiharju (Heponiemi, Tolvanen) — 12 min 24 s Virtanen (Vaakanainen, Talvitie) — 16 min 43 s (2 SN) Heinola (Kakko, Jokiharju) — 22 min 2 s Lundell (Heinola) — 33 min 53 s - Laaksonen (Tolvanen, Luukonen) — 53 min 1 s | Arbitrage : Andris Ansons et Mikael Sjöqvist Juges de lignes : Michael Harrington et Daniel Hynek |
| Hlavaj           | Gardiens                                         | Luukkonen               | | Arbitrage : Andris Ansons et Mikael Sjöqvist Juges de lignes : Michael Harrington et Daniel Hynek |
| 12 min           | Pénalités                                        | 12 min                  | | Arbitrage : Andris Ansons et Mikael Sjöqvist Juges de lignes : Michael Harrington et Daniel Hynek |
| 23               | Tirs                                             | 36                      | | Arbitrage : Andris Ansons et Mikael Sjöqvist Juges de lignes : Michael Harrington et Daniel Hynek |

| 29 décembre | Suède | 5-4 (pr) (1-0, 2-0, 1-4, 1-0) | États-Unis | Save-on-Foods Memorial Centre, Victoria 6 602 spectateurs |

| Feuille de match | Feuille de match | Feuille de match                    | Feuille de match | Feuille de match                                                                            |
| ---------------- | --- | ----------------------------------- | --- | ------------------------------------------------------------------------------------------- |
|                  | Westerlund (Fagemo, Elevenes) — 4 min 47 s Hugg (Bemström, Broberg) — 29 min 21 s Bemström (Gustafsson) — 32 min 39 s Brännström (Gustafsson, Westerlund) — 42 min 33 s - Boqvist (Elevenes) — 63 min 51 s | 1-0 2-0 3-0 4-0 4-1 4-2 4-3 4-4 5-4 | - Anderson (Chmelevski, Poehling) — 49 min 34 s (SN) Poehling (Wahlstrom, Chmelevski) — 53 min 25 s Poehling (Wahlstrom, Q. Hugues) — 59 min 23 s (JS) Poehling (Farabee) — 59 min 36 s (JS) - | Arbitrage : Jeff Ingram et Yevgeni Romasko Juges de lignes : Maxime Chaput et Balazs Kovacs |
| Ersson           | Gardiens | Keyser                              | | Arbitrage : Jeff Ingram et Yevgeni Romasko Juges de lignes : Maxime Chaput et Balazs Kovacs |
| 6 min            | Pénalités | 4 min                               | | Arbitrage : Jeff Ingram et Yevgeni Romasko Juges de lignes : Maxime Chaput et Balazs Kovacs |
| 33               | Tirs | 29                                  | | Arbitrage : Jeff Ingram et Yevgeni Romasko Juges de lignes : Maxime Chaput et Balazs Kovacs |

| 30 décembre | Kazakhstan | 2-11 (0-6, 1-3, 1-2) | Slovaquie | Save-on-Foods Memorial Centre, Victoria 5 685 spectateurs |

| Feuille de match                             | Feuille de match                                                                                                   | Feuille de match                                      | Feuille de match | Feuille de match                                                                                    |
| -------------------------------------------- | --- | ----------------------------------------------------- | --- | --------------------------------------------------------------------------------------------------- |
|                                              | - Gatiiatov (Sam. Daniiar, Orekhov) — 30 min 13 s (2 SN) - Gatiiatov (Mouratov, Sam. Daniiar) — 46 min 25 s (SN) - | 0-1 0-2 0-3 0-4 0-5 0-6 0-7 0-8 1-8 1-9 2-9 2-10 2-11 | Liška (Hrehorčák, Roman) — 22 s Růžička (Pospíšil, Korenčík) — 32 s Ruzička (Korenčík, Krivošík) — 5 min 26 s (SN) Kollár (Kelemen) — 8 min 21 s Krivošík (Ruzička) — 11 min 20 s Dlugoš (Baláž, Regenda) — 14 min 17 s Kollár — 22 min 27 s Roman (Hrehorčák, Liška) — 27 min 41 s (SN) - Regenda (Demo) — 33 min 36 s - Dlugoš (Balaž, Regenda) — 54 min 13 s Kollár (Kelemen, Demo) — 59 min 47 s | Arbitrage : Daniel Pražák et Yevgeni Romasko Juges de lignes : Michael Harrington et Dmitri Shishlo |
| Ieremeïev (37 min 11 s) Nourek (22 min 49 s) | Gardiens | Hlavaj                                                | | Arbitrage : Daniel Pražák et Yevgeni Romasko Juges de lignes : Michael Harrington et Dmitri Shishlo |
| 10 min                                       | Pénalités | 14 min                                                | | Arbitrage : Daniel Pražák et Yevgeni Romasko Juges de lignes : Michael Harrington et Dmitri Shishlo |
| 18                                           | Tirs | 46                                                    | | Arbitrage : Daniel Pražák et Yevgeni Romasko Juges de lignes : Michael Harrington et Dmitri Shishlo |

| 31 décembre | Suède | 4-1 (3-0, 0-0, 1-1) | Kazakhstan | Save-on-Foods Memorial Centre, Victoria 5 362 spectateurs |

| Feuille de match | Feuille de match | Feuille de match    | Feuille de match                                        | Feuille de match                                                                               |
| ---------------- | --- | ------------------- | ------------------------------------------------------- | ---------------------------------------------------------------------------------------------- |
|                  | Bemström (Bäck, Sandin) — 7 min 10 s Sandin (Lundeström) — 12 min 13 s Lundkvist — 16 min 49 s - Sandin (Gustafsson) — 59 min 21 s | 1-0 2-0 3-0 3-1 4-1 | - Mouratov (Orekhov, Sam. Daniiar) — 49 min 46 s (SN) - | Arbitrage : Ken Anderson et Andris Ansons Juges de lignes : Lauri Nikulainen et Dmitri Shishlo |
| Eriksson Ek      | Gardiens | Karataïev           |                                                         | Arbitrage : Ken Anderson et Andris Ansons Juges de lignes : Lauri Nikulainen et Dmitri Shishlo |
| 10 min           | Pénalités | 2 min               |                                                         | Arbitrage : Ken Anderson et Andris Ansons Juges de lignes : Lauri Nikulainen et Dmitri Shishlo |
| 56               | Tirs | 11                  |                                                         | Arbitrage : Ken Anderson et Andris Ansons Juges de lignes : Lauri Nikulainen et Dmitri Shishlo |

| 31 décembre | États-Unis | 4-1 (1-0, 2-0, 1-1) | Finlande | Save-on-Foods Memorial Centre, Victoria 6 556 spectateurs |

| Feuille de match | Feuille de match | Feuille de match    | Feuille de match                               | Feuille de match                                                                            |
| ---------------- | --- | ------------------- | ---------------------------------------------- | ------------------------------------------------------------------------------------------- |
|                  | Robertson (Farabee) — 19 min 51 s Madden (Norris) — 31 min 40 s Poehling (Kemp) — 36 min 42 s Madden (Norris, Robertson) — 42 min 2 s (SN) - | 1-0 2-0 3-0 4-0 4-1 | - Ylönen (Vaakanainen, Talvitie) — 53 min 16 s | Arbitrage : Jonathan Alarie et Tobias Bjork Juges de lignes : Dmitri Golyak et Daniel Hynek |
| Primeau          | Gardiens | Luukkonen           |                                                | Arbitrage : Jonathan Alarie et Tobias Bjork Juges de lignes : Dmitri Golyak et Daniel Hynek |
| 6 min            | Pénalités | 30 min              |                                                | Arbitrage : Jonathan Alarie et Tobias Bjork Juges de lignes : Dmitri Golyak et Daniel Hynek |
| 39               | Tirs | 28                  |                                                | Arbitrage : Jonathan Alarie et Tobias Bjork Juges de lignes : Dmitri Golyak et Daniel Hynek |

##### Classement
| Clt   | Équipe     | PJ | V | VP | D | DP | BP | BC | Diff | Pts |
| ----- | ---------- | -- | - | -- | - | -- | -- | -- | ---- | --- |
| +001, | Suède      | 4  | 3 | 1  | 0 | 0  | 16 | 8  | +8   | 11  |
| +002, | États-Unis | 4  | 3 | 0  | 1 | 0  | 18 | 9  | +9   | 10  |
| +003, | Finlande   | 4  | 2 | 0  | 2 | 0  | 12 | 7  | +5   | 6   |
| +004, | Slovaquie  | 4  | 1 | 0  | 3 | 0  | 15 | 14 | +1   | 3   |
| +005, | Kazakhstan | 4  | 0 | 0  | 4 | 0  | 5  | 28 | -23  | 0   |

- Qualifié pour les quarts de finale
- Joue le tour de relégation

### Tour de relégation
| 2 janvier | Kazakhstan | 4-3 (2-1, 1-0, 1-2) | Danemark | Rogers Arena, Vancouver 5 975 spectateurs |

| Feuille de match | Feuille de match | Feuille de match            | Feuille de match | Feuille de match                                                                                |
| ---------------- | --- | --------------------------- | --- | ----------------------------------------------------------------------------------------------- |
|                  | Boïko (Chinkaretski, Bouialski) — 1 min 36 s - Moussabaev (Koroliov, Diomine) — 11 min 16 s Saï. Daniiar (Gatiiatov, Sam. Daniiar) — 33 min (SN) - Gatiiatov — 48 min 6 s - | 1-0 1-1 2-1 3-1 3-2 4-2 4-3 | - Røndbjerg (Schultz, Setkov) — 9 min - Grundtvig (Andersen, Kubars) — 41 min 29 s - Setkov (Røndbjerg) — 57 min 40 s (SN) | Arbitrage : Mikael Sjoqvist et Andrew Bruggeman Juges de lignes : Peter Sefcik et Balazs Kovacs |
| Ieremeïev        | Gardiens | Søgaard                     | | Arbitrage : Mikael Sjoqvist et Andrew Bruggeman Juges de lignes : Peter Sefcik et Balazs Kovacs |
| 10 min           | Pénalités | 14 min                      | | Arbitrage : Mikael Sjoqvist et Andrew Bruggeman Juges de lignes : Peter Sefcik et Balazs Kovacs |
| 19               | Tirs | 43                          | | Arbitrage : Mikael Sjoqvist et Andrew Bruggeman Juges de lignes : Peter Sefcik et Balazs Kovacs |

| 4 janvier | Danemark | 0-4 | Kazakhstan | Rogers Arena, Vancouver 3 502 spectateurs |

| Feuille de match                         | Feuille de match | Feuille de match | Feuille de match | Feuille de match                                                                         |
| ---------------------------------------- | ---------------- | ---------------- | --- | ---------------------------------------------------------------------------------------- |
|                                          | -                | 0-1 0-2 0-3 0-4  | Saï. Daniiar (Gatiiatov) — 35 s Makoutski (Zhorabek, Chinkaretski) — 4 min 47 s Gatiiatov (Mouratov, Orekhov) — 58 min 27 s (CV) Gatiiatov (Mouratov, Sam. Daniiar) — 59 min 5 s (CV) | Arbitrage : Andris Ansons et Peter Stano Juges de lignes : Balazs Kovacs et Peter Šefčík |
| Søgaard (4 min 47 s) Rørth (53 min 28 s) | Gardiens         | Ieremeïev        | | Arbitrage : Andris Ansons et Peter Stano Juges de lignes : Balazs Kovacs et Peter Šefčík |
| 6 min                                    | Pénalités        | 18 min           | | Arbitrage : Andris Ansons et Peter Stano Juges de lignes : Balazs Kovacs et Peter Šefčík |
| 25                                       | Tirs             | 16               | | Arbitrage : Andris Ansons et Peter Stano Juges de lignes : Balazs Kovacs et Peter Šefčík |

### Tour final

#### Tableau
|  | Quarts de finale                                   | Quarts de finale                                   |                                    |                                    | Demi-finales                       | Demi-finales                       |   |  | Finale                             | Finale                             |
|  | Quarts de finale                                   | Quarts de finale                                   |                                    |                                    | Demi-finales                       | Demi-finales                       |   |  | Finale                             | Finale                             |
|  |                                                    |                                                    |                                    |                                    |                                    |                                    |   |  |                                    |                                    |
|  | 2 janvier, Save-On-Foods Memorial Centre, Victoria | 2 janvier, Save-On-Foods Memorial Centre, Victoria |                                    |                                    | 4 janvier, Rogers Arena, Vancouver | 4 janvier, Rogers Arena, Vancouver |   |  | 5 janvier, Rogers Arena, Vancouver | 5 janvier, Rogers Arena, Vancouver |
|  | 2 janvier, Save-On-Foods Memorial Centre, Victoria | 2 janvier, Save-On-Foods Memorial Centre, Victoria |                                    |                                    | 4 janvier, Rogers Arena, Vancouver | 4 janvier, Rogers Arena, Vancouver |   |  | 5 janvier, Rogers Arena, Vancouver | 5 janvier, Rogers Arena, Vancouver |
|  | Russie                                             | 8                                                  |                                    |                                    | 4 janvier, Rogers Arena, Vancouver | 4 janvier, Rogers Arena, Vancouver |   |  | 5 janvier, Rogers Arena, Vancouver | 5 janvier, Rogers Arena, Vancouver |
|  | Russie                                             | 8                                                  |                                    |                                    | 4 janvier, Rogers Arena, Vancouver | 4 janvier, Rogers Arena, Vancouver |   |  | 5 janvier, Rogers Arena, Vancouver | 5 janvier, Rogers Arena, Vancouver |
|  | Slovaquie                                          | 3                                                  |                                    |                                    | 4 janvier, Rogers Arena, Vancouver | 4 janvier, Rogers Arena, Vancouver |   |  | 5 janvier, Rogers Arena, Vancouver | 5 janvier, Rogers Arena, Vancouver |
|  | Slovaquie                                          | 3                                                  | Russie                             | 1                                  |                                    |                                    |   |  | 5 janvier, Rogers Arena, Vancouver | 5 janvier, Rogers Arena, Vancouver |
|  | 2 janvier, Rogers Arena, Vancouver                 |                                                    | Russie                             | 1                                  |                                    |                                    |   |  | 5 janvier, Rogers Arena, Vancouver | 5 janvier, Rogers Arena, Vancouver |
|  |                                                    | États-Unis                                         | 2                                  |                                    |                                    |                                    |   |  | 5 janvier, Rogers Arena, Vancouver | 5 janvier, Rogers Arena, Vancouver |
|  | États-Unis                                         | États-Unis                                         | 2                                  | 3                                  |                                    |                                    |   |  | 5 janvier, Rogers Arena, Vancouver | 5 janvier, Rogers Arena, Vancouver |
|  | États-Unis                                         |                                                    |                                    | 3                                  |                                    |                                    |   |  | 5 janvier, Rogers Arena, Vancouver | 5 janvier, Rogers Arena, Vancouver |
|  | Tchéquie                                           | 1                                                  |                                    |                                    |                                    |                                    |   |  | 5 janvier, Rogers Arena, Vancouver | 5 janvier, Rogers Arena, Vancouver |
|  | Tchéquie                                           | 1                                                  | États-Unis                         | 2                                  |                                    |                                    |   |  |                                    |                                    |
|  | 2 janvier, Save-On-Foods Memorial Centre, Victoria |                                                    | États-Unis                         | 2                                  |                                    |                                    |   |  |                                    |                                    |
|  |                                                    | Finlande                                           | 3                                  |                                    |                                    |                                    |   |  |                                    |                                    |
|  | Suède                                              | Finlande                                           | 3                                  | 0                                  |                                    |                                    |   |  |                                    |                                    |
|  | Suède                                              | 4 janvier, Rogers Arena, Vancouver                 |                                    | 0                                  |                                    |                                    |   |  |                                    |                                    |
|  | Suisse                                             | 2                                                  |                                    |                                    |                                    |                                    |   |  |                                    |                                    |
|  | Suisse                                             | 2                                                  | Suisse                             | 1                                  |                                    |                                    |   |  |                                    |                                    |
|  | 2 janvier, Rogers Arena, Vancouver                 | 2 janvier, Rogers Arena, Vancouver                 | Suisse                             | 1                                  | Match pour la 3e place             | Match pour la 3e place             |   |  |                                    |                                    |
|  | 2 janvier, Rogers Arena, Vancouver                 | 2 janvier, Rogers Arena, Vancouver                 |                                    | Finlande                           | Match pour la 3e place             | Match pour la 3e place             | 6 |  |                                    |                                    |
|  | Canada                                             | 1                                                  | 5 janvier, Rogers Arena, Vancouver | 5 janvier, Rogers Arena, Vancouver |                                    |                                    | 6 |  |                                    |                                    |
|  | Canada                                             | 1                                                  | 5 janvier, Rogers Arena, Vancouver | 5 janvier, Rogers Arena, Vancouver |                                    |                                    |   |  |                                    |                                    |
|  | Finlande                                           | 2P                                                 |                                    | Russie                             | 5                                  |                                    |   |  |                                    |                                    |
|  | Finlande                                           | 2P                                                 |                                    | Russie                             | 5                                  |                                    |   |  |                                    |                                    |
|  |                                                    |                                                    |                                    |                                    |                                    |                                    |   |  | Suisse                             | 2                                  |
|  |                                                    |                                                    |                                    |                                    |                                    |                                    |   |  | Suisse                             | 2                                  |

Légende :
P : Prolongation

#### Quarts de finale
| 2 janvier | Suède | 0-2 (0-1, 0-1, 0-0) | Suisse | Save-On-Foods Memorial Centre, Victoria 5 946 spectateurs |

| Feuille de match | Feuille de match | Feuille de match | Feuille de match                                                         | Feuille de match                                                                                   |
| ---------------- | ---------------- | ---------------- | ------------------------------------------------------------------------ | -------------------------------------------------------------------------------------------------- |
|                  | -                | 0-1 0-2          | Bruschweiler (Burger) — 15 min 23 s Wyss (Schmid, Verboon) — 33 min 59 s | Arbitrage : Kenneth Anderson et Lassi Heikkinen Juges de lignes : Daniel Hynek et Lauri Nikulainen |
| Ersson           | Gardiens         | Hollenstein      |                                                                          | Arbitrage : Kenneth Anderson et Lassi Heikkinen Juges de lignes : Daniel Hynek et Lauri Nikulainen |
| 32 min           | Pénalités        | 20 min           |                                                                          | Arbitrage : Kenneth Anderson et Lassi Heikkinen Juges de lignes : Daniel Hynek et Lauri Nikulainen |
| 41               | Tirs             | 35               |                                                                          | Arbitrage : Kenneth Anderson et Lassi Heikkinen Juges de lignes : Daniel Hynek et Lauri Nikulainen |

| 2 janvier | Canada | 1-2 (pr) (0-0, 1-0, 0-1, 0-1) | Finlande | Rogers Arena, Vancouver 17 047 spectateurs |

| Feuille de match | Feuille de match                         | Feuille de match | Feuille de match                                                                                  | Feuille de match                                                                              |
| ---------------- | ---------------------------------------- | ---------------- | ------------------------------------------------------------------------------------------------- | --------------------------------------------------------------------------------------------- |
|                  | Mitchell (Hayton, Frost) — 21 min 30 s - | 1-0 1-1 1-2      | - Heponiemi (Tolvanen, Vaakanainen) — 59 min 13 s (JS) Utunen (Talvitie, Heponiemi) — 65 min 17 s | Arbitrage : Daniel Pražák et Yevgeni Romasko Juges de lignes : Brian Oliver et Emil Yletyinen |
| DiPietro         | Gardiens                                 | Luukkonen        |                                                                                                   | Arbitrage : Daniel Pražák et Yevgeni Romasko Juges de lignes : Brian Oliver et Emil Yletyinen |
| 4 min            | Pénalités                                | 6 min            |                                                                                                   | Arbitrage : Daniel Pražák et Yevgeni Romasko Juges de lignes : Brian Oliver et Emil Yletyinen |
| 25               | Tirs                                     | 34               |                                                                                                   | Arbitrage : Daniel Pražák et Yevgeni Romasko Juges de lignes : Brian Oliver et Emil Yletyinen |

| 2 janvier | États-Unis | 3-1 (1-0, 1-0, 1-1) | Tchéquie | Save-On-Foods Memorial Centre, Victoria 6 263 spectateurs |

| Feuille de match | Feuille de match                                                                                            | Feuille de match | Feuille de match                           | Feuille de match                                                                              |
| ---------------- | --- | ---------------- | ------------------------------------------ | --------------------------------------------------------------------------------------------- |
|                  | Cates (J. Hughes) — 12 min 12 s Norris (Robertson) — 26 min 10 s - Chmelevski (Anderson) — 59 min 21 s (CV) | 1-0 2-0 2-1 3-1  | - Kaut (Nečas, Jeník) — 51 min 29 s (SN) - | Arbitrage : Jonathan Alarie et Tobias Björk Juges de lignes : Dmitri Golyak et Dmitri Shishlo |
| Primeau          | Gardiens | Dostál           |                                            | Arbitrage : Jonathan Alarie et Tobias Björk Juges de lignes : Dmitri Golyak et Dmitri Shishlo |
| 2 min            | Pénalités                                                                                                   | 6 min            |                                            | Arbitrage : Jonathan Alarie et Tobias Björk Juges de lignes : Dmitri Golyak et Dmitri Shishlo |
| 41               | Tirs | 19               |                                            | Arbitrage : Jonathan Alarie et Tobias Björk Juges de lignes : Dmitri Golyak et Dmitri Shishlo |

| 2 janvier | Russie | 8-3 (4-0, 3-0, 1-3) | Slovaquie | Rogers Arena, Vancouver 11 317 spectateurs |

| Feuille de match                               | Feuille de match | Feuille de match                            | Feuille de match | Feuille de match                                                                                 |
| ---------------------------------------------- | --- | ------------------------------------------- | --- | ------------------------------------------------------------------------------------------------ |
|                                                | Denissenko (Samoroukov, Kravtsov) — 5 min 36 s Starkov (Kovalenko, Romanov) — 6 min 7 s Alekseev (Kovalenko, Starkov) — 7 min 49 s Chachkov (Romanov, Podkolzine) — 10 min 56 s Kostine (Denissenko, Jouravliov) — 31 min 40 s Kostine (Denissenko, Alekseev) — 38 min 20 s (SN) Slepets (Galimov, Mouranov) — 39 min 38 s - Il. Morozov (Chachkov, Olchanski) — 52 min 3 s - | 1-0 2-0 3-0 4-0 5-0 6-0 7-0 7-1 8-1 8-2 8-3 | - Fehérváry (Ivan, Pospíšil) — 43 min 35 s - Roman (Ivan, Fehérváry) — 58 min 58 s Ivan (Fehérváry, Liška) — 59 min 51 s (SN) | Arbitrage : Jeff Ingram et Maxim Sidorenko Juges de lignes : Maxime Chaput et Michael Harrington |
| Kotchetkov (51 min 14 s) Tarassov (8 min 46 s) | Gardiens | Hlavaj (7 min 49 s) Sklenár (52 min 11 s)   | | Arbitrage : Jeff Ingram et Maxim Sidorenko Juges de lignes : Maxime Chaput et Michael Harrington |
| 12 min                                         | Pénalités | 8 min                                       | | Arbitrage : Jeff Ingram et Maxim Sidorenko Juges de lignes : Maxime Chaput et Michael Harrington |
| 30                                             | Tirs | 35                                          | | Arbitrage : Jeff Ingram et Maxim Sidorenko Juges de lignes : Maxime Chaput et Michael Harrington |

#### Demi-finales
| 4 janvier | Russie | 1-2 (0-1, 1-1, 0-0) | États-Unis | Rogers Arena, Vancouver 14 355 spectateurs |

| Feuille de match | Feuille de match           | Feuille de match | Feuille de match                                                                                   | Feuille de match                                                                                    |
| ---------------- | -------------------------- | ---------------- | -------------------------------------------------------------------------------------------------- | --------------------------------------------------------------------------------------------------- |
|                  | - Denissenko — 33 min 36 s | 0-1 0-2 1-2      | Wahlstrom (Cockerill, Samberg) — 14 min 29 s Chmelevski (J. Hugues, Anderson) — 24 min 20 s (SN) - | Arbitrage : Jeff Ingram et Mikael Sjöqvist Juges de lignes : Michael Harrington et Lauri Nikulainen |
| Kotchetkov       | Gardiens                   | Primeau          | | Arbitrage : Jeff Ingram et Mikael Sjöqvist Juges de lignes : Michael Harrington et Lauri Nikulainen |
| 6 min            | Pénalités                  | 6 min            | | Arbitrage : Jeff Ingram et Mikael Sjöqvist Juges de lignes : Michael Harrington et Lauri Nikulainen |
| 35               | Tirs                       | 27               | | Arbitrage : Jeff Ingram et Mikael Sjöqvist Juges de lignes : Michael Harrington et Lauri Nikulainen |

| 4 janvier | Finlande | 6-1 (4-1, 2-0, 0-0) | Suisse | Rogers Arena, Vancouver 14 014 spectateurs |

| Feuille de match | Feuille de match | Feuille de match                              | Feuille de match                                      | Feuille de match                                                                                  |
| ---------------- | --- | --------------------------------------------- | ----------------------------------------------------- | ------------------------------------------------------------------------------------------------- |
|                  | Ylönen (Virtanen) — 40 s Talvitie (Kupari, Vaakanainen) — 2 min 55 s (JS) Talvitie (Kupari, Heponiemi) — 5 min 53 s Jokiharju (Heponiemi, Puustinen) — 7 min 43 s (SN) - Heponiemi (Tolvanen, Lundell) — 27 min 56 s (JS) Kupari (Kakko, Heponiemi) — 34 min 57 s (SN) | 1-0 2-0 3-0 4-0 4-1 5-1 6-1                   | - Kurashev (Leuenberger, Müller) — 16 min 40 s (SN) - | Arbitrage : Andrew Bruggeman et Maxim Sidorenko Juges de lignes : Dmitri Golyak et Dmitri Shishlo |
| Luukkonen        | Gardiens | Hollenstein (7 min 43 s) Schmid (52 min 17 s) |                                                       | Arbitrage : Andrew Bruggeman et Maxim Sidorenko Juges de lignes : Dmitri Golyak et Dmitri Shishlo |
| 6 min            | Pénalités | 12 min                                        |                                                       | Arbitrage : Andrew Bruggeman et Maxim Sidorenko Juges de lignes : Dmitri Golyak et Dmitri Shishlo |
| 33               | Tirs | 17                                            |                                                       | Arbitrage : Andrew Bruggeman et Maxim Sidorenko Juges de lignes : Dmitri Golyak et Dmitri Shishlo |

#### Match pour la troisième place
| 5 janvier | Russie | 5-2 (2-0, 1-2, 2-0) | Suisse | Rogers Arena, Vancouver 12 025 spectateurs |

| Feuille de match | Feuille de match | Feuille de match            | Feuille de match                                                                                 | Feuille de match                                                                           |
| ---------------- | --- | --------------------------- | ------------------------------------------------------------------------------------------------ | ------------------------------------------------------------------------------------------ |
|                  | Slepets (Iv. Morozov, Il. Morozov) — 4 min 25 s Chachkov (Podkolzine) — 13 min 44 s - Kostine (Denissenko, Romanov) — 32 min 53 s - Slepets — 46 min 33 s Slepets (Galimov, Kotchetkov) — 57 min 59 s (IN + CV) | 1-0 2-0 2-1 3-1 3-2 4-2 5-2 | - Nussbaumer (Le Coultre, Sigrist) — 24 min 54 s - Bruschweiler (Sigrist, Gross) — 35 min 36 s - | Arbitrage : Jonathan Alaire et Tobias Björk Juges de lignes : Daniel Hynek et Brian Oliver |
| Kotchetkov       | Gardiens | Hollenstein                 |                                                                                                  | Arbitrage : Jonathan Alaire et Tobias Björk Juges de lignes : Daniel Hynek et Brian Oliver |
| 14 min           | Pénalités | 6 min                       |                                                                                                  | Arbitrage : Jonathan Alaire et Tobias Björk Juges de lignes : Daniel Hynek et Brian Oliver |
| 24               | Tirs | 36                          |                                                                                                  | Arbitrage : Jonathan Alaire et Tobias Björk Juges de lignes : Daniel Hynek et Brian Oliver |

#### Finale
| 5 janvier | États-Unis | 2-3 (0-0, 0-1, 2-2) | Finlande | Rogers Arena, Vancouver 17 206 spectateurs |

| Feuille de match | Feuille de match                                                                        | Feuille de match    | Feuille de match | Feuille de match                                                                               |
| ---------------- | --------------------------------------------------------------------------------------- | ------------------- | --- | ---------------------------------------------------------------------------------------------- |
|                  | - Chmelevski (J. Hughes, Cates) — 47 min 1 s Norris (Chmelevski, Cates) — 48 min 47 s - | 0-1 0-2 1-2 2-2 2-3 | Ylönen (Laaksonen, Puustinen) — 31 min 31 s (SN) Latvala (Heponiemi, Kupari) — 46 min - Kakko (Lundell, Jokiharju) — 58 min 34 s | Arbitrage : Daniel Pražák et Yevgeni Romasko Juges de lignes : Maxime Chaput et Emil Yletyinen |
| Primeau          | Gardiens                                                                                | Luukkonen           | | Arbitrage : Daniel Pražák et Yevgeni Romasko Juges de lignes : Maxime Chaput et Emil Yletyinen |
| 6 min            | Pénalités                                                                               | 10 min              | | Arbitrage : Daniel Pražák et Yevgeni Romasko Juges de lignes : Maxime Chaput et Emil Yletyinen |
| 28               | Tirs                                                                                    | 31                  | | Arbitrage : Daniel Pražák et Yevgeni Romasko Juges de lignes : Maxime Chaput et Emil Yletyinen |

### Classement final
Pour les significations des abréviations, voir statistiques du hockey sur glace.
| Place              | Équipe     | Groupe | PJ | V | VP | D | DP | BP | BC | Diff | Pts | Résultat final             |
| ------------------ | ---------- | ------ | -- | - | -- | - | -- | -- | -- | ---- | --- | -------------------------- |
| Médaille d'or      | Finlande   | B      | 7  | 4 | 1  | 2 | 0  | 23 | 11 | +12  | 14  | Champion du monde          |
| Médaille d'argent  | États-Unis | B      | 7  | 5 | 0  | 1 | 1  | 25 | 14 | +11  | 16  | Vice-champion du monde     |
| Médaille de bronze | Russie     | A      | 7  | 6 | 0  | 1 | 0  | 29 | 13 | +16  | 18  | Troisième place            |
| 4                  | Suisse     | A      | 7  | 2 | 0  | 4 | 1  | 16 | 23 | -7   | 7   | Quatrième place            |
| 5                  | Suède      | B      | 5  | 3 | 1  | 1 | 0  | 16 | 10 | +6   | 11  | Éliminé en quart de finale |
| 6                  | Canada     | A      | 5  | 3 | 0  | 1 | 1  | 24 | 7  | +17  | 10  | Éliminé en quart de finale |
| 7                  | Tchéquie   | A      | 5  | 1 | 1  | 3 | 0  | 9  | 11 | -2   | 5   | Éliminé en quart de finale |
| 8                  | Slovaquie  | B      | 5  | 1 | 0  | 4 | 0  | 18 | 22 | -4   | 3   | Éliminé en quart de finale |
| 9                  | Kazakhstan | B      | 6  | 2 | 0  | 4 | 0  | 13 | 31 | -18  | 6   |                            |
| 10                 | Danemark   | A      | 6  | 0 | 0  | 6 | 0  | 3  | 34 | -31  | 0   | Relégué en Division IA     |

### Récompenses individuelles
| Équipe-type des médias.                                                 |
| Denisenko Kurashev Poehling Romanov Brännström Luukkonen MVP : Poehling |
| Denisenko Kurashev Poehling Romanov Brännström Luukkonen MVP : Poehling |

Équipe type IIHF :
- Meilleur gardien : Piotr Kotchetkov (Russie)
- Meilleur défenseur : Aleksandr Romanov (Russie)
- Meilleur attaquant : Ryan Poehling (États-Unis)

### Statistiques individuelles
Pour les significations des abréviations, voir statistiques du hockey sur glace.
| Clt | Joueur               | Équipe     | PJ | B | A | Pts | Pun | +/- |
| --- | -------------------- | ---------- | -- | - | - | --- | --- | --- |
| 1   | Grigori Denissenko   | Russie     | 7  | 4 | 5 | 9   | 4   | +3  |
| 2   | Aleksi Heponiemi     | Finlande   | 7  | 3 | 6 | 9   | 4   | +7  |
| 3   | Artour Gatiiatov     | Kazakhstan | 6  | 5 | 3 | 8   | 0   | 0   |
| 4   | Ryan Poehling        | États-Unis | 7  | 5 | 3 | 8   | 2   | +5  |
| 5   | Morgan Frost         | Canada     | 5  | 4 | 4 | 8   | 12  | +8  |
| 6   | Aleksandr Romanov    | Russie     | 7  | 1 | 7 | 8   | 0   | +12 |
| 7   | Philipp Kurashev     | Suisse     | 7  | 6 | 1 | 7   | 4   | -5  |
| 8   | Kirill Slepets       | Russie     | 7  | 5 | 2 | 7   | 4   | +7  |
| 9   | Alexander Chmelevski | États-Unis | 7  | 4 | 3 | 7   | 2   | 0   |
| 9   | Aarne Talvitie       | Finlande   | 7  | 4 | 3 | 7   | 14  | 9   |

| Clt | Joueur               | Équipe     | PJ | Min          | BC | Moy  | %Arr  | Bl |
| --- | -------------------- | ---------- | -- | ------------ | -- | ---- | ----- | -- |
| 1   | Lukáš Dostál         | Tchéquie   | 4  | 239 min 10 s | 5  | 1,25 | 95,65 | 1  |
| 2   | Piotr Kotchetkov     | Russie     | 5  | 290 min 31 s | 7  | 1,45 | 95,30 | 0  |
| 3   | Michael DiPietro     | Canada     | 4  | 243 min 16 s | 5  | 1,23 | 95,15 | 1  |
| 4   | Cayden Primeau       | États-Unis | 5  | 298 min 55 s | 8  | 1,61 | 93,65 | 0  |
| 5   | Ukko-Pekka Luukkonen | Finlande   | 6  | 367 min 16 s | 11 | 1,80 | 93,21 | 0  |
| 6   | Samuel Ersson        | Suède      | 4  | 242 min      | 9  | 2,23 | 92,24 | 0  |
| 7   | Luca Hollenstein     | Suisse     | 5  | 246 min 37 s | 10 | 2,43 | 91,67 | 2  |
| 8   | Demid Ieremeïev      | Kazakhstan | 5  | 241 min 12 s | 19 | 4,73 | 89,67 | 1  |
| 9   | Akira Schmid         | Suisse     | 3  | 170 min 17 s | 12 | 4,23 | 87,76 | 0  |
| 10  | Samuel Hlavaj        | Slovaquie  | 4  | 187 min 49 s | 12 | 3,83 | 87,23 | 0  |

## Autres divisions

### Division IA
La compétition se déroule à Füssen en Allemagne du 9 au 15 décembre 2018.
| Clt   | Équipe          | PJ | V | VP | D | DP | BP | BC | Diff | Pts |
| ----- | --------------- | -- | - | -- | - | -- | -- | -- | ---- | --- |
| +001, | Allemagne       | 5  | 4 | 1  | 0 | 0  | 22 | 5  | +17  | 14  |
| +002, | Biélorussie (R) | 5  | 3 | 0  | 2 | 0  | 18 | 13 | +5   | 9   |
| +003, | Norvège (P)     | 5  | 2 | 1  | 2 | 0  | 15 | 13 | +2   | 8   |
| +004, | Lettonie        | 5  | 2 | 0  | 3 | 0  | 11 | 13 | -2   | 6   |
| +005, | Autriche        | 5  | 1 | 0  | 2 | 2  | 9  | 17 | -8   | 5   |
| +006, | France          | 5  | 1 | 0  | 4 | 0  | 8  | 22 | -14  | 3   |

| Pays |       |     |       |     |       |     |
|      |       | 5-1 | 4-0   | 4-1 | 3-2 F | 6-1 |
|      | 1-5   |     | 5-3   | 1-3 | 5-0   | 6-2 |
|      | 0-4   | 3-5 |       | 4-2 | 3-2 P | 5-0 |
|      | 1-4   | 3-1 | 2-4   |     | 4-1   | 1-3 |
|      | 2-3 F | 0-5 | 2-3 P | 1-4 |       | 4-2 |
|      | 1-6   | 2-6 | 0-5   | 3-1 | 2-4   |     |

Pour les significations des abréviations, voir statistiques du hockey sur glace.
- promu en Division Élite en 2020
- relégué en Division IB en 2020
- P : Prolongations
- F : Tirs de fusillade

### Division IB
La compétition se déroule à Tychy en Pologne du 8 au 14 décembre 2018.
| Clt   | Équipe      | PJ | V | VP | D | DP | BP | BC | Diff | Pts |
| ----- | ----------- | -- | - | -- | - | -- | -- | -- | ---- | --- |
| +001, | Slovénie    | 5  | 3 | 2  | 0 | 0  | 21 | 11 | +10  | 13  |
| +002, | Pologne     | 5  | 3 | 0  | 1 | 1  | 19 | 15 | +4   | 10  |
| +003, | Hongrie (R) | 5  | 3 | 0  | 1 | 1  | 24 | 15 | +    | 10  |
| +004, | Italie      | 5  | 1 | 1  | 2 | 1  | 10 | 15 | -5   | 6   |
| +005, | Ukraine     | 5  | 1 | 1  | 3 | 0  | 14 | 20 | -6   | 5   |
| +006, | Japon (P)   | 5  | 0 | 0  | 4 | 1  | 13 | 25 | -12  | 1   |

| Pays |       |     |       |       |       |       |
|      |       | 4-3 | 5-4 F | 3-0   | 4-1   | 5-3   |
|      | 3-4   |     | 4-2   | 1-3   | 4-2   | 7-4   |
|      | 4-5 F | 2-4 |       | 6-2   | 9-3   | 3-1   |
|      | 0-3   | 3-1 | 2-6   |       | 1-2 F | 4-3 P |
|      | 1-4   | 2-4 | 3-9   | 2-1 F |       | 6-2   |
|      | 3-5   | 4-7 | 1-3   | 3-4 P | 2-6   |       |

Pour les significations des abréviations, voir statistiques du hockey sur glace.
- promu en Division IA en 2020
- relégué en Division IIA en 2020
- P : Prolongations
- F : Tirs de fusillade

### Division IIA
La compétition se déroule à Tallinn en Estonie du 13 au 19 janvier 2019.
| Clt   | Équipe          | PJ | V | VP | D | DP | BP | BC | Diff | Pts |
| ----- | --------------- | -- | - | -- | - | -- | -- | -- | ---- | --- |
| +001, | Estonie         | 5  | 4 | 1  | 0 | 0  | 25 | 7  | +18  | 14  |
| +002, | Lituanie (R)    | 5  | 3 | 0  | 0 | 2  | 22 | 12 | +10  | 11  |
| +003, | Grande-Bretagne | 5  | 3 | 0  | 2 | 0  | 30 | 16 | +14  | 9   |
| +004, | Roumanie        | 5  | 1 | 2  | 2 | 0  | 13 | 20 | -7   | 7   |
| +005, | Espagne (P)     | 5  | 1 | 0  | 4 | 0  | 8  | 18 | -10  | 3   |
| +006, | Corée du Sud    | 5  | 0 | 0  | 4 | 1  | 7  | 32 | -25  | 1   |

| Pays |       |       |      |       |     |       |
|      |       | 2-1 F | 5-2  | 9-1   | 2-1 | 7-2   |
|      | 1-2 F |       | 6-4  | 4-5 P | 4-0 | 7-1   |
|      | 2-5   | 4-6   |      | 4-2   | 7-2 | 13-1  |
|      | 1-9   | 5-4 P | 2-4  |       | 3-2 | 2-1 P |
|      | 1-2   | 0-4   | 2-7  | 2-3   |     | 3-2   |
|      | 2-7   | 1-7   | 1-13 | 1-2 P | 2-3 |       |

Pour les significations des abréviations, voir statistiques du hockey sur glace.
- promu en Division IB en 2020
- relégué en Division IIB en 2020
- P : Prolongation
- F : Tirs de fusillade

### Division IIB
La compétition se déroule à Zagreb en Croatie du 15 au 21 janvier 2019
| Clt   | Équipe       | PJ | V | VP | D | DP | BP | BC | Diff | Pts |
| ----- | ------------ | -- | - | -- | - | -- | -- | -- | ---- | --- |
| +001, | Serbie       | 5  | 5 | 0  | 0 | 0  | 26 | 5  | +21  | 15  |
| +002, | Croatie      | 5  | 4 | 0  | 1 | 0  | 18 | 9  | +9   | 12  |
| +003, | Pays-Bas (R) | 5  | 3 | 0  | 2 | 0  | 25 | 22 | +3   | 9   |
| +004, | Belgique     | 5  | 2 | 0  | 3 | 0  | 22 | 24 | -2   | 6   |
| +005, | Israël (P)   | 5  | 1 | 0  | 4 | 0  | 12 | 21 | -9   | 3   |
| +006, | Mexique      | 5  | 0 | 0  | 5 | 0  | 6  | 28 | -22  | 0   |

| Pays |     |     |     |     |     |     |
|      |     | 4-1 | 6-2 | 5-1 | 5-0 | 6-1 |
|      | 1-4 |     | 7-0 | 5-4 | 2-1 | 3-0 |
|      | 2-6 | 0-7 |     | 9-4 | 7-3 | 7-2 |
|      | 1-5 | 4-5 | 4-9 |     | 6-3 | 7-2 |
|      | 0-5 | 1-2 | 3-7 | 3-6 |     | 5-1 |
|      | 1-6 | 0-3 | 2-7 | 2-7 | 1-5 |     |

Pour les significations des abréviations, voir statistiques du hockey sur glace.
- promu en Division IIA en 2020
- relégué en Division III en 2020

### Division III

#### Tour préliminaire
La compétition se déroule à Reykjavik en Islande du 14 au 20 janvier 2019.
| Clt   | Équipe         | PJ | V | VP | D | DP | BP | BC | Diff | Pts |
| ----- | -------------- | -- | - | -- | - | -- | -- | -- | ---- | --- |
| +001, | Australie      | 3  | 2 | 0  | 0 | 1  | 12 | 10 | +2   | 7   |
| +002, | Turquie (R)    | 3  | 2 | 0  | 1 | 0  | 11 | 8  | +3   | 6   |
| +003, | Islande        | 3  | 1 | 1  | 1 | 0  | 11 | 8  | +3   | 5   |
| +004, | Taipei chinois | 3  | 0 | 0  | 3 | 0  | 3  | 11 | -8   | 0   |

| Pays |       |     |       |     |
|      |       | 5-3 | 4-5 P | 3-2 |
|      | 3-5   |     | 4-2   | 4-1 |
|      | 5-4 P | 2-4 |       | 4-0 |
|      | 2-3   | 1-4 | 0-4   |     |

| Clt   | Équipe           | PJ | V | VP | D | DP | BP | BC | Diff | Pts |
| ----- | ---------------- | -- | - | -- | - | -- | -- | -- | ---- | --- |
| +001, | Chine            | 3  | 3 | 0  | 0 | 0  | 32 | 3  | +29  | 9   |
| +002, | Bulgarie         | 3  | 2 | 0  | 1 | 0  | 20 | 7  | +13  | 6   |
| +003, | Afrique du Sud   | 3  | 1 | 0  | 2 | 0  | 3  | 24 | -21  | 3   |
| +004, | Nouvelle-Zélande | 3  | 0 | 0  | 3 | 0  | 1  | 22 | -21  | 0   |

| Pays |      |      |      |      |
|      |      | 6-1  | 14-1 | 12-1 |
|      | 1-6  |      | 10-1 | 9-0  |
|      | 1-14 | 1-10 |      | 1-0  |
|      | 1-12 | 0-9  | 0-1  |      |

Pour les significations des abréviations, voir statistiques du hockey sur glace.
- Qualifié pour les demi-finales
- P : Prolongations

|  | Matches de classement | Matches de classement |          |   | 5e place   | 5e place   |
|  | Matches de classement | Matches de classement |          |   | 5e place   | 5e place   |
|  |                       |                       |          |   |            |            |
|  | 19 janvier            | 19 janvier            |          |   | 20 janvier | 20 janvier |
|  | 19 janvier            | 19 janvier            |          |   | 20 janvier | 20 janvier |
|  | Islande               | 11                    |          |   | 20 janvier | 20 janvier |
|  | Islande               | 11                    |          |   | 20 janvier | 20 janvier |
|  | Nouvelle-Zélande      | 1                     |          |   | 20 janvier | 20 janvier |
|  | Nouvelle-Zélande      | 1                     | Islande  | 5 |            |            |
|  | 19 janvier            |                       | Islande  | 5 |            |            |
|  |                       | Taipei chinois        | 3        |   |            |            |
|  | Afrique du Sud        | Taipei chinois        | 3        | 1 |            |            |
|  | Afrique du Sud        |                       |          | 1 |            |            |
|  | Taipei chinois        | 7                     |          |   |            |            |
|  | Taipei chinois        | 7                     | 7e place |   |            |            |
|  |                       |                       |          |   |            |            |
|  | 20 janvier            |                       |          |   |            |            |
|  |                       |                       |          |   |            |            |
|  | Nouvelle-Zélande      | 3                     |          |   |            |            |
|  | Nouvelle-Zélande      | 3                     |          |   |            |            |
|  | Afrique du Sud        | 5                     |          |   |            |            |
|  | Afrique du Sud        | 5                     |          |   |            |            |

|  | Demi-finales | Demi-finales |                        |    | Finale     | Finale     |
|  | Demi-finales | Demi-finales |                        |    | Finale     | Finale     |
|  |              |              |                        |    |            |            |
|  | 19 janvier   | 19 janvier   |                        |    | 20 janvier | 20 janvier |
|  | 19 janvier   | 19 janvier   |                        |    | 20 janvier | 20 janvier |
|  | Australie    | 7            |                        |    | 20 janvier | 20 janvier |
|  | Australie    | 7            |                        |    | 20 janvier | 20 janvier |
|  | Bulgarie     | 4            |                        |    | 20 janvier | 20 janvier |
|  | Bulgarie     | 4            | Australie              | 1  |            |            |
|  | 19 janvier   |              | Australie              | 1  |            |            |
|  |              | Chine        | 5                      |    |            |            |
|  | Chine        | Chine        | 5                      | 12 |            |            |
|  | Chine        |              |                        | 12 |            |            |
|  | Turquie      | 1            |                        |    |            |            |
|  | Turquie      | 1            | Match pour la 3e place |    |            |            |
|  |              |              |                        |    |            |            |
|  | 20 janvier   |              |                        |    |            |            |
|  |              |              |                        |    |            |            |
|  | Bulgarie     | 0            |                        |    |            |            |
|  | Bulgarie     | 0            |                        |    |            |            |
|  | Turquie      | 6            |                        |    |            |            |
|  | Turquie      | 6            |                        |    |            |            |